# Verfassunggebende Versammlung
Verfassunggebende Versammlung ist ein staatsrechtlicher und politikwissenschaftlicher Begriff. Eine Verfassunggebende Versammlung ist eine außerordentliche politische Institution, manchmal auch Verfassungskonvent genannt, welche temporär eingerichtet worden ist und eingerichtet werden kann, um einem Staat eine erste oder wieder eine neue Verfassung zu geben. Sie ist – als Ausdruck des pouvoir constituant – im Besitz der verfassunggebenden Gewalt des Volkes.
Bedeutende historische Beispiele zeigen, dass sich verfassunggebende Versammlungen meistens in einem revolutionären Umfeld konstituiert haben. Die erste verfassunggebende Versammlung auf deutschem Boden fand am 24. März 1525 im oberschwäbischen Memmingen statt. Hierbei wurde die Bundesordnung von den aufständischen Bauern im Bauernkrieg verfasst.
Der Begriff Verfassungsgebende Versammlung (mit Fugen-s) ist weit verbreitet, aber umstritten.

## Verfassungsgebung und Beseitigung einer alten Verfassung
In einer Verfassunggebenden Versammlung konkretisiert sich die verfassunggebende Gewalt des Volkes. Nach dem demokratischen Legitimitätsprinzip der Volkssouveränität ist sie im Besitze des originären pouvoir constituant, weshalb sie einen höheren Rang hat als die auf Grund einer bereits erlassenen Verfassung gewählte Legislative, Organ des pouvoir constitué, der verfassten Staatsgewalt. Auszüge aus dem Urteil des Bundesverfassungsgerichts vom 23. Oktober 1951:

„Eine verfassunggebende Versammlung hat einen höheren Rang als die auf Grund der erlassenen Verfassung gewählte Volksvertretung. Sie ist im Besitz des ‚pouvoir constituant‘. Mit dieser besonderen Stellung ist unverträglich, daß ihr von außen Beschränkungen auferlegt werden. […] Ihre Unabhängigkeit bei der Erfüllung dieses Auftrages besteht nicht nur hinsichtlich der Entscheidung über den Inhalt der künftigen Verfassung, sondern auch hinsichtlich des Verfahrens, in dem die Verfassung erarbeitet wird.“

Ihre Mitglieder können gewählt oder berufen werden oder sich im Rahmen eines Staatsstreiches oder einer Revolution selbst dazu konstituieren. Dies geschah zum Beispiel im Ballhausschwur, einem Schlüsselereignis zu Beginn der Französischen Revolution: die Mitglieder der Nationalversammlung erklärten sich in einem revolutionären Akt zur Verfassunggebenden Versammlung, welche schließlich als Konstituante das absolutistische Frankreich in eine konstitutionelle Monarchie verwandelte:

„Thomas Paine, der große Propagandist der Französischen Revolution, verglich die Amerikanische Revolution mit jenem festen Punkt, nach dem einst Archimedes gesucht hatte, um die Welt aus den Angeln zu heben. Die Amerikanische Revolution hat die Nation als verfassunggebende Gewalt’ verwirklicht und damit das Tor zum Zeitalter der demokratischen oder atlantischen Revolution aufgestoßen.“

So birgt denn der metajuristische Begriff der verfassunggebenden Gewalt eine gewisse Paradoxie in sich, die ihn – nach Martin Heckel – für den Juristen so schwer verständlich macht:

„Die verfassunggebende Gewalt ist aus Normen nicht ableitbar, aber enthält eine Normenentscheidung, die Normen schafft. Sie ist die Frucht eines historischen Augenblicks, die doch Konstanz über den Augenblick hinaus beansprucht. […] Sie verlangt Unverbrüchlichkeit, obwohl sie aus dem Bruch des bisher geltenden Verfassungsrechts entstammt und auch die geltende Verfassungsordnung im Umbruch hinwegfegen kann. Sie äußert sich in der – oft gewalttätig eruptiven – Revolution des Volkes, das aber dann kraft seiner Verfassungsgebenden Gewalt die verfassten Organe des Staates auf die strikte Durchsetzung der Verfassung gegen jeglichen Revolutionsversuch, Staatsstreich und Verfassungsbruch verpflichtet – solange es [das Volk] die Verfassung trägt.“

Eine Verfassunggebende Versammlung ist nur temporär, zeitlich begrenzt, tätig. Ihr Auftrag ist gegenständlich beschränkt. Sie ist nur berufen, die Verfassung des Staates und die Gesetze zu schaffen, die notwendig sind, damit der Staat durch seine Verfassungsorgane wirksam handeln und funktionieren kann. Mit Verkündung einer Verfassung entsteht die neue verfasste Staatsgewalt als (von ihr) abgeleiteter Volkswille, der neue pouvoir constitué. Die Verfassunggebende Versammlung hat damit ihre Arbeit getan und löst sich nach den Wahlen zur neuen Legislative selbst auf. Die durch das Inkrafttreten der Verfassung neu konstituierte Staatsgewalt ist an diese neue Verfassung gebunden.

## Grenzen der Souveränität
Nach dem Prinzip der Volkssouveränität wäre eine Verfassunggebende Versammlung von Vorgaben der amtierenden Staatsgewalten unabhängig und auch nicht an Regelungen einer schon bestehenden Verfassung gebunden. Da sie im Besitz des originären pouvoir constituant sei, könne sie sich nur selbst inhaltliche und verfahrensmäßige Schranken auferlegen:

« Un peuple a toujours le droit de revoir, de réformer et de changer sa Constitution. Une génération ne peut assujettir à ses lois les générations futures. »

„Ein Volk hat stets das Recht, seine Verfassung zu überprüfen, zu reformieren und zu ändern. Eine Generation kann nicht die kommenden Generationen ihren Gesetzen unterwerfen.“

Eine andere rechtsphilosophische Ansicht besagt, dass der Volkssouveränität in Ausübung des pouvoir constituant sehr wohl Grenzen gesetzt seien. Die Verfassunggebende Versammlung sei nämlich gebunden an überpositive Rechtsgrundsätze, zu denen allgemeine rechtsstaatliche Prinzipien und insbesondere die universalen Menschenrechte gehörten. Diese allgemeinen Rechtsgrundsätze gingen als Naturrecht beziehungsweise Vernunftrecht dem Volkswillen und dem positiven, gesetzten Recht immer schon voraus. In dem bereits oben zitierten Urteil des Bundesverfassungsgerichts vom 23. Oktober 1951 heißt es dazu:

„Eine Verfassunggebende Versammlung ist nur gebunden an die jedem geschriebenen Recht vorausliegenden überpositiven Rechtsgrundsätze […]. Im übrigen ist sie ihrem Wesen nach unabhängig. Sie kann sich nur selbst Schranken auferlegen.“

Der österreichische Staatsrechtler Peter Pernthaler betont in diesem naturrechtlichen Zusammenhang die Bedeutung der Präambeln neuzeitlicher Verfassungen. In religiösen oder säkularisierten Formeln, wie z. B. Gottesbezug (invocatio Dei, „Anrufung Gottes“), werde darin ein „Transzendenzbezug der verfassunggebenden Gewalt des Volkes“ rechtlich festgeschrieben, welcher die Funktion habe, diese Begrenzungen der Volkssouveränität klarzustellen:

„Nicht in diesen Formeln, sondern in der damit vorausgesetzten Begrenzung der Volkssouveränität durch Menschenrechte, Verantwortlichkeit der Staatsgewalt und andere überpositive Rechtsgrundsätze, die auch die demokratische Verfassungsgebung beschränken, liegt die Bedeutung des Transzendenzbezugs der modernen Staatsverfassung: Nach den Erfahrungen plebiszitär verbrämter totalitärer Staatsgewalt in Diktaturen und autoritären Regimen ist die Grundvorstellung des Verfassungsstaates, dass auch die verfassungsgebende Gewalt des Volkes keine schrankenlose Gewalt des Staats über Menschen begründet, ein besonders wichtiges Element der Freiheitlichkeit dieser Ordnung.“

Die gegenteilige rechtspositivistische Position hat einmal Hans Kelsen, Verfassungsrichter und Hauptautor der österreichischen Verfassung von 1920 wie folgt formuliert:

„Die Frage, die auf das Naturrecht zielt, ist die ewige Frage, was hinter dem positiven Recht steckt. Und wer die Antwort sucht, der findet, fürchte ich, nicht die absolute Wahrheit einer Metaphysik noch die absolute Gerechtigkeit eines Naturrechts. Wer den Schleier hebt und sein Auge nicht schliesst, dem starrt das Gorgonenhaupt der Macht entgegen.“

## Verfassungsentwurf des Runden Tisches der DDR
Während der Wende von 1989/1990 erarbeitete eine Arbeitsgruppe im Auftrag des Runden Tisches einen am Grundgesetz orientierten Entwurf für eine neue Verfassung der Deutschen Demokratischen Republik. Aber im Rahmen der deutschen Einigung entschieden sich die DDR und die Bundesrepublik Deutschland gemeinsam für den Weg über einen Beitritt der DDR nach Artikel 23 GG (a.F.) – siehe Einigungsvertrag – und nicht für den Weg über eine Verfassungsablösung nach Art. 146 GG (a.F.). So wurde von der Möglichkeit, in außerordentlichen historischen Momenten eine verfassunggebende Versammlung einberufen zu können, kein Gebrauch gemacht. Man setzte auf Verfassungskontinuität statt auf Diskontinuität durch Verfassungsneugebung.

## Das Grundgesetz in der Spannung zwischen Vorläufigkeit und Ewigkeitsgarantie
Der nach der Deutschen Einheit 1990 neugefasste Artikel 146 des Grundgesetzes für die Bundesrepublik Deutschland lautet nun:

„Dieses Grundgesetz, das nach Vollendung der Einheit und Freiheit Deutschlands für das gesamte deutsche Volk gilt, verliert seine Gültigkeit an dem Tage, an dem eine Verfassung in Kraft tritt, die von dem deutschen Volke in freier Entscheidung beschlossen worden ist.“

Die Möglichkeit, auf rechtsstaatlichem Wege – also nicht nur durch Revolution – eine bundesdeutsche Verfassunggebende Versammlung einberufen zu können, bleibt also bestehen. Da freiheitliche demokratische Grundordnung einerseits und Ewigkeitsklausel nach Art. 79 Abs. 3 GG andererseits zweierlei sind, ist in der Staatsrechtsliteratur umstritten, ob und welche Bestandteile der freiheitlich demokratischen Grundordnung durch eine Verfassungsgebende Versammlung verändert werden können oder ob man sogar eine Totalrevision vornehmen könne. Inwieweit daher auch eine hypothetische zukünftige Verfassunggebende Versammlung nach Art. 146 GG an diese noch weiterreichenden Beschränkungen des Grundgesetzes gebunden wäre – wie z. B. an die Ewigkeitsgarantie für den föderalen Staatsaufbau Deutschlands –, ist unter Verfassungsrechtlern ebenso umstritten.

## EU und Verfassungs-Vertrag
Die supranational organisierte Europäische Union ist nach Definition des Bundesverfassungsgerichts ein Staatenverbund, dessen Legitimitätsgrundlage sich nicht auf ein europäisches Staatsvolk, sondern auf den vertraglich gebildeten Gesamtwillen ihrer souveränen Mitgliedsstaaten stützt:

„(LS 8) Der Unionsvertrag begründet einen Staatenverbund zur Verwirklichung einer immer engeren Union der – staatlich organisierten – Völker Europas, keinen sich auf ein europäisches Staatsvolk stützenden Staat.

(LS 3a) Mithin erfolgt demokratische Legitimation durch die Rückkopplung des Handelns europäischer Organe an die Parlamente der Mitgliedstaaten; hinzu tritt – im Maße des Zusammenwachsens der europäischen Nationen zunehmend – innerhalb des institutionellen Gefüges der Europäischen Union die Vermittlung demokratischer Legitimation durch das von den Bürgern der Mitgliedstaaten gewählte Europäische Parlament.“

Der Europäische Konvent, zu Unrecht manchmal Verfassungskonvent genannt, erarbeitete im Auftrag des Europäischen Rates, also der nationalen EU-Regierungen, eine Charta der Grundrechte der Europäischen Union und den Entwurf eines Verfassungs-Vertrages für Europa. Dabei berief er sich in keinem Moment auf die etwaige verfassunggebende Gewalt eines europäischen Unionsvolkes, was wahrhaft ein revolutionärer Akt gewesen wäre. Das Projekt des EU-Verfassungsvertrages scheiterte an den ablehnenden nationalen Referenden in Frankreich und in den Niederlanden im Jahre 2005. In diesem Zusammenhang sprechen Kritiker von einem Demokratiedefizit der Europäischen Union und fordern anstelle einzelner nationaler Ratifikationen eine gesamteuropäische Entscheidung über die Unionsverfassung durch ein unionsweiten Referendum durch das Unionsvolk. So hält auch der Europarechtler Thomas Schmitz eine starke Beteiligung des Unionsvolkes im Verfahren der Verfassunggebung in der Union für unerlässlich und fordert

„a. eine führende Repräsentation des Unionsvolkes bei der Ausarbeitung des Verfassungsentwurfes,

 b. die Aktivierung des Unionsvolkes in einer unionsweiten öffentlichen Verfassungsdiskussion,

 c. eine politische Entscheidung über die Unionsverfassung in einem unionsweiten Referendum.“

Erst ein Paradigmenwechsel, ein Austausch der Legitimationsgrundlage, würde ermöglichen statt eines Vertrages, eine unionseuropäische Verfassung zu verabschieden:

„Wenn sich die Union von ihrer völkervertragsrechtlichen Grundlage lösen würde und ihre Legitimationsgrundlage auswechselte, indem sie sich nicht länger auf den vertraglichen gebildeten Gesamtwillen ihrer Mitgliedsstaaten stützt, sondern auf die verfassunggebende Gewalt der Unionsbürger. Ein solcher Austausch der Legitimationsgrundlage wäre wahrhaft revolutionär.“

Dass sich das Europäische Parlament – so wie 1789 die Französische Nationalversammlung – in einem revolutionären Akt zu einer unionseuropäischen Verfassunggebenden Versammlung erklären könnte, ist zurzeit unwahrscheinlich:

„Daß sich ein solcher Paradigmenwechsel infolge formeller Verfassunggebung ereignet und sich die europäischen Völker in der angedeuteten Weise als politische Einheit konstituieren, ist theoretisch denkbar, doch gegenwärtig nicht absehbar. Die Staatsbürger der EU-Mitgliedsstaaten verstehen sich zwar als ‚Europäer‘, doch ihre europäische kollektive Identität ist noch schwach ausgeprägt und hat insbesondere kaum eine politische Dimension. Deshalb spricht gegenwärtig nichts für die Annahme, daß sich – wie dereinst in Frankreich – die europäischen Völker zu einer europäischen Konstituanten erklären und unter Inanspruchnahme der verfassunggebenden Gewalt eines Volkes als einheitliches Legitimationssubjekt eine europäische Verfassung hervorbringen würden.“

Am 13. Dezember 2007 unterzeichneten die Mitglieder des Europäischen Rates den Vertrag von Lissabon, welcher in weiten Teilen auf dem abgelehnten EU-Verfassungsvertrag aufbaut. Was die Form anbetrifft, so handelt es sich nicht mehr um einen Verfassungsvertrag, sondern um einen Reformvertrag. Er reformiert den Vertrag über die Europäische Union und den Vertrag zur Gründung der Europäischen Gemeinschaft. Der Reformvertrag wurde bis zum 3. November 2009 durch die nationalen Parlamente der Mitgliedstaaten ratifiziert. Auf nationale Volksabstimmungen oder ein europaweites Referendum wurde verzichtet, nur Irland hat als einziges Land der EU aus nationalen verfassungsrechtlichen Gründen ein Referendum über den Vertrag durchgeführt.
Darin sehen Kritiker eine Perpetuierung des Demokratiedefizites der EU und der Volksferne ihrer politischen Machtelite.

## Historische Beispiele
In der Zeit bis zum 19. Jahrhundert
- die Versammlung zu Runnymede: englischer König und Adel einigten sich auf die Magna Carta (1215)
- die Christliche Vereinigung schreibt im oberschwäbischen Memmingen die Zwölf Artikel, die ersten niedergeschriebenen Menschenrechte der Welt und die Bundesordnung (1525)
- der westfälische Friedenskongress, auf der der Westfälische Friede geschlossen wurde (1643–1649)
- die Philadelphia Convention (1787) – Sie entwarf die Verfassung der Vereinigten Staaten.
- der Vierjährige Sejm in Polen (1788–1791), welcher die erste schriftliche gewaltenteilende Verfassung Europas am 3. Mai 1791 verabschiedete
- die französische Konstituante (1789–1791) – Sie gab Frankreich am 3. September 1791 die erste Verfassung mit der berühmten Erklärung der Menschen- und Bürgerrechte. Die erste französische Republik wurde zum historischen Modell europäischer Verfassungsstaaten.

Im Zeitraum 19. Jahrhundert bis zum Zweiten Weltkrieg
- die Verfassung von Cádiz (1812), die erste spanische Verfassung (La Pepa)[19]
- die Verfassunggebende Reichsversammlung von Eidsvoll (1814), welche die norwegische Verfassung erarbeitete (zum Makel dieser Verfassung siehe Geschichte der Juden in Norwegen)
- die Hamburger Konstituante (1848–1849)
- die Frankfurter Nationalversammlung (1848–1849)
- das Erfurter Unionsparlament (1850)
- die Russische konstituierende Versammlung (1918)
- die Weimarer Nationalversammlung (1919–1920)
- die (Wiener) Konstituierende Nationalversammlung (1919–1920)
- die estnische Asutav Kogu (1919–1920)
- die lettische Satversmes Sapulce (1920)

Nach dem Zweiten Weltkrieg
- die Assemblea Costituente der Italienischen Republik (1946–1948)
- Verfassung(s)gebende Landesversammlungen in den Ländern des besetzten Deutschlands
  - in der amerikanischen Zone beispielsweise die Verfassunggebende Landesversammlung Württemberg-Baden (Juni 1946)
  - in der französischen Zone beispielsweise die Beratende Landesversammlung für Baden (November 1946)
  - Beispiel für die britische Zone: eine Vorläufige Verfassung der Hansestadt Hamburg vom 15. Mai 1946, die Verfassung stammt erst aus dem Jahr 1952
- der Parlamentarische Rat der Bundesrepublik Deutschland (1948–1949)
- Frankreich: Assemblée constituante 1789, 1848, 1871, 1945 und 1946. Am 21. Oktober 1945 gab es ein Referendum und eine Wahl zur verfassunggebenden Versammlung (französisch Élections constituantes françaises de 1945). Am 2. Juni 1946 wurde eine neue Verfassunggebende Versammlung (französisch Assemblée constituante de 1946) gewählt; diese bestand vom 11. Juni 1946 bis zum 27. November 1946.
- die Verfassungsgebende Versammlung des Staates Israel („Haassefa Hamehonenet“) (Februar 1949)
- die Verfassunggebende Versammlung in Portugal: Assembleia Constituinte[20] (1975–1976)
- der Europäische Konvent (1999–2003), welcher die Charta der Grundrechte der Europäischen Union und den gescheiterten Vertrag über eine Verfassung für Europa ausarbeitete
- die afghanische Constitutional Loja Jirga (2003–2004)
- die bolivianische Asamblea Constituyente (2006–2009)
- die Verfassunggebende Versammlung Tunesiens (2011–2014)
- die Verfassunggebende Versammlung Ägyptens (seit 2012)
- die Verfassunggebende Versammlung Venezuelas (Asamblea Nacional Constituyente de Venezuela), seit 2017
- die Verfassunggebende Versammlung Chiles, seit 2021

## Künstlerische Bearbeitung
Friedrich Schiller brachte 1804 im 2. Akt seines Wilhelm Tell eine Verfassunggebende Versammlung meisterhaft auf die Bühne, einschließlich Geschäftsordnungsdebatten, einstimmigem Gründungsbeschluss und Einzelbeschlussfassung mit Mehr- und Minderheit.